# Half-Life: Decay
Half-Life: Decay (англ. Розпад) — третє доповнення для шутера від першої особи Half-Life, розроблений компанією Gearbox Software спеціально для ігрової консолі PlayStation 2. Доповнення було випущено компанією Sierra Entertainment разом з портованою версією Half-Life 14 листопада 2001 року в іграх 2001 року. На відміну від інших ігор серії Half-Life, Half-Life: Decay розрахована на двох гравців та їх спільне проходження гри в режимі роздвоєного екрана.
Гравець знову виявляється свідком інциденту в Дослідному центрі «Чорна Меза», але цього разу вже в ролі колег Гордона Фрімена — Джини Крос і Колетт Грін. Джина Крос вже зустрічалася гравцям у вигляді голограми під час тренувального рівня «Hazard Course» в Half-Life та епізодичного персонажа в Half-Life: Blue Shift, а також як модель для мережевої гри . Колет Грін — це зовсім новий персонаж, що вперше з'явився в Decay.
Gearbox була підготовлена версія Decay для ПК, але вона так і не вийшла «через можливі труднощі з керуванням». Decay також була недоступна і через систему онлайн-завантаження Steam.
В 2008 році гру було неофіційно портовано на ПК незалежною українською командою.

## Ігровий процес
Основна стаття: Ігровий процес Half-Life

Джина Кросс і Колетт Грін б'ються з вортигонтом

На відміну від попередніх ігор серії, Half-Life: Decay має кооперативний режим проходження гри. Двоє гравців керують персонажами Джиною Крос і Колетт Грін в режимі розділеного екрану. При цьому ігровий процес побудований так, що для вирішення головоломок і бойових завдань потрібні спільні дії двох персонажів. Сюжет Half-Life: Decay розділений на окремі незалежні глави, замість безперервної розповіді. Обидві головні героїні озвучені акторами (а не мовчазні, як, наприклад, Гордон Фрімен) і вимовляють різні фрази, в залежності від дій гравця або ігрових подій (наприклад, при пораненні напарниці).
Набір зброї той самий, що і в оригінальній Half-Life, але без тау-гармати, глюонної гармати (які, імовірно, існували в єдиному екземплярі), і арбалета.
Half-Life: Decay має систему оцінок, які показують вправність гравців після кожної місії. Оцінки від ґрунтуються на точності стрільби, кількість убитих ворогів і отриманих ушкоджень, видаючись у вигляді латинських букв від F до A. Якщо обидва персонажі пройдуть всі дев'ять місій на оцінку А, стане доступна додаткова місія «Xen Attacks», де гравці гратимуть за двох прибульців вортигонтів.

### Зброя
Гравцям доступна більшість видів зброї з Half-Life, виключаючи тау-гармату, квантовий руйнівник і арбалет. При грі за вортигонтів у додатковій місії «Xen Attacks» зброєю гравців буде електрична атака прибульця та удар кігтями у ближньому бою. При цьому вортигонт поповнюватиме своє здоров'я, атакуючи ворогів блискавками.

## Сюжет

### Дія
Члени дослідницької команди комплексу Чорна Меза, Джина Крос і Колетт Грін, є колегами Гордона Фрімена, героя оригінальної Half-Life. Вони відповідальні за спостереження за екіпіруванням, яке використовує Гордон протягом експерименту, і за безпеку вчених Розенберга (який також з'являвся в Half-Life: Blue Shift) та Річарда Келлера, які керують експериментом.
Події гри відбуваються паралельно з подіями Half-Life, але в інших місцях. Саме Джина Крос доставляє для Фрімена тестовий зразок кристалу, через який відбувся каскадний резонас — причина катастрофічних подій в комплексі.

### Глави
Подвійний доступ (англ. Dual Access)
Джина і Колетт доставляють тестовий зразок для Фрімена і активовують антимасс-спектрометр, після чого відбувається каскадний резонанс.
Небезпечний випадок (англ. Hazardous Course)
Після інциденту героїні допомагають доктору Розенбергу досягти поверхні через тренувальні приміщення і викликати військових для евакуації людей з Чорної Мези (пізніше в цьому місці він буде полонений солдатами і зустріне Барні Калхауна в Blue Shift).
Поверхня кличе (англ. Surface Call)
Згодом вони досягають Супутникового центру зв'язку, але змушені шукати обхід через заблоковані двері. Героїні готують до запуску супутник, щоб нейтралізувати наслідки каскадного резонансу, під керівництвом доктора Келлера. Запуск ракети з цим супутником пізніше здійснює Гордон Фрімен.
Резонанс (англ. Resonance)
Героїні повертаються до доктора Келлера. Той посилає їх запустити погашуючі поля, які нейтралізують наслідки каскадного резонансу. Щоб здійснити це, Крос і Грін подорожують через об'єкт і активовують поля, проте виникає збій. Келлер виявляє, що збій був викликаний умисними перешкодами з Зену.
Домашнє насильство (англ. Domestic Violence)
Келлер вирішує застосувати Маяк зміщення з Лабораторії Гамма. Але він потребує супутника на орбіті, який неможливо запустити через присутність військових. Келлер, Грін, і Крос беруться самі здійснити запуск, для чого розшукують коди запуску.
Код Грін (англ. Code Green)
Крос і Грін, після декількох боїв з HECU, вдається досягти будівлі контролю польотів. Вони вводять коди та повертаються до Келлер, щоб знайти шлях до Лабораторії Гамма.
Перехресний вогонь (англ. Crossfire)
Крос і Грін мусять вручну запустити Маяк зміщення. Келлер досягає основної частини лабораторії, але не може активувати Маяк. Героїні подорожують через нижні рівні лабораторії, зустрічаючи HECU та істот Зену. Врешті їм вдається ввімкнути Маяк.
Напруга (англ. Intensity)
Келлер дає завдання забезпечити достатнє живлення Маяка зміщення. Крос з Грін проходять через лабораторії з досліджень прибульців. Захищаючи устаткування від ворогів, вони подають живлення на Матрицю променя, після чого ідуть назад.
Розлом (англ. Rift)
Обидва персонажа нарешті запускають Маяк зміщення для закриття розлому між світами. Під час цього їх раптом починає перекидати між Землею та Зеном. Вони чують голос доктора Розенберга, який говорить, що «не зможе утримати портал відкритим надто довго» — момент відправки Барні Калхауна в Зен (Blue Shift), а також бачать силует самого Барні, який стрибає в портал. Потім Грін і Кросс благополучно повертаються назад до доктора Келлера. На цьому гра закінчується, а подальша доля персонажів залишається невідомою.
Зен атакує (бонусна глава) (англ. Xen Attacks)
Два вортигонта, Х-8973 і Р-4913, повинні викрасти зразок кристала, який був використаний в тестах, і доставити його до свого лідера Нігіланта.

## Розробка
Про кооперативну гру в Half-Life вперше згадав видавець Sierra On-Line у листопаді 2000 року, оголосивши про версію Half-Life для PlayStation 2. Однак на той час було незрозуміло, як буде реалізована кооперативна версія Half-Life; розробники Gearbox Software усе ще експериментували з пошуку найбільш збалансованої кількості гравців для створення кооперативної гри. На виставці E3 2001, гра отримала назву Decay на честь наукової концепції експоненціального розпаду для узгодженості з науковими назвами, використаними в попередніх тайтлах Half-Life. Хоча виставка E3 надавала лише демонстрацію основної гри Half-Life для PlayStation 2, було оприлюднено додаткові подробиці щодо передумов та сюжету Decay, а також підтверджено, що кооператив режим мав бути розроблений для двох гравців. Було також продемонстровано використання в грі нових наборів моделей. Ці нові моделі були оновленими версіями з пакета високої чіткості Gearbox для Half-Life: Blue Shift, що містить більшу кількість багатокутників і анімації таких функцій, як вираз обличчя. Покращені моделі були приблизно вдвічі детальнішими, ніж у пакеті високої чіткості, який сам по собі був набагато вищої якості, ніж оригінальні моделі в Half-Life. Медіаоновлення протягом місяців після E3 показали різні знімки екрана та трейлер гри. 18 серпня 2001 Sierra оголосила, що Decay майже завершено та буде надіслано виробнику PlayStation 2 Sony для перевірки протягом кількох днів. Весь пакет Half-Life для PlayStation 2 отримав тиражний статус 30 жовтня 2001 року і гра була випущена 14 листопада 2001 р.
У жовтні 2005 року група українських розробників розпочала роботу над перенесенням Decay на Windows як модифікації як для старої World Opponent Network, так і для поточної Steam версії Half-Life. Порт гри ґрунтувався на відкритті методу, який дозволив файли гри Decay для PS2 перетворювати на версію гри для Windows. Порт пішов у етап розробки бета-версії у грудні 2007 року та був опублікований 23 вересня 2008 року. Порт був добре сприйнятий журналістами галузі. Сайт GameSpy Planet Half-Life зазначив, що це ганебно, що офіційна версія Decay для ПК так і не з'явилася тоді як британський журналіст Алек Мір заявив, що «в ньому навіть є те, чого не було у версії для PS2 — гра онлайн».

## Критика
Decay отримав слабкий, але загалом позитивний прийом від критиків індустрії відеоігор. Пишучи для GameSpot, Дуг Редкліфф стверджував, що Decay був «вражаючим», хвалив дизайн головоломок, які вимагали від гравців спільної роботи, а також спосіб у який система рейтингу перешкоджала гравцям змагатися один з одним. Девід Годжсон з GameSpy був більш стриманим у своїх поглядах на гру; хоча описуючи це як «чудову розвагу», він зазначив, що може стати «втомливим, коли один учасник чекає кілька хвилин за раз, а інший чухає голову, а потім виконує мету». Крім того, Годжсон відчув, що більш орієнтована на головоломку природа Decay залишила елементи дії «трохи приглушеними порівняно з одиночним квестом Гордона». Allgame описав Decay як «додатковий бонус» для версії Half-Life для PlayStation 2, але зазначив: оскільки гра розроблена для двох гравців, вона значно страждає, коли один гравець намагається грати в неї, перемикаючись між двома персонажами. Рецензент The Electric Playground Стів Сміт заявив, що схема керування у версії Half-Life для PlayStation 2 «мабуть найкраща, яку ми бачили на PS2 чи будь-якій консолі», але підсумував, що незважаючи на те, що Decay був гарним доповненням, немає підстав купувати його.